# Conde de Avintes

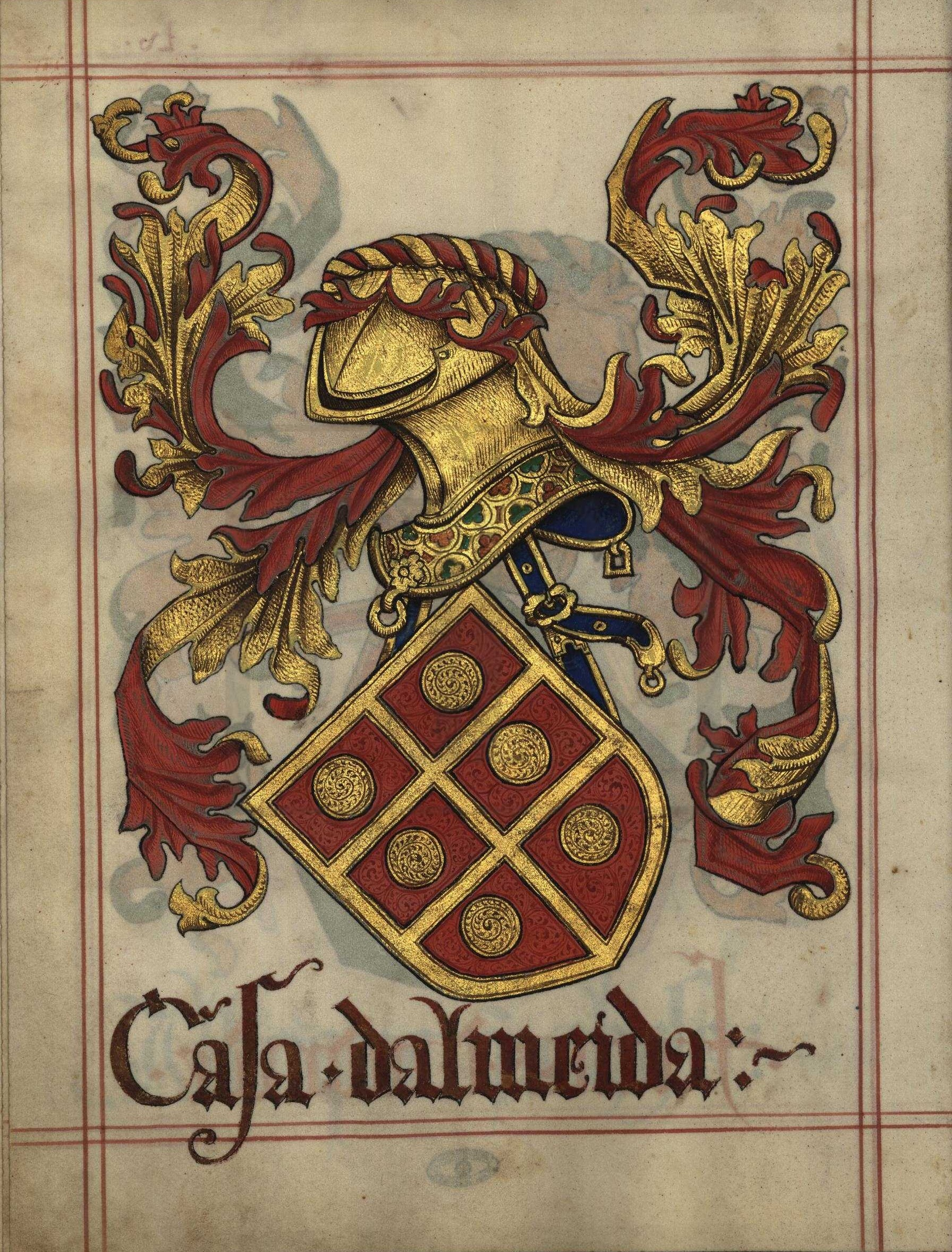
Armas de Almeida chefe, in Livro do Armeiro-Mor (fl 55^{v}) (1509). Armas dos Almeida condes de Avintes e marqueses de Lavradio

O título de Conde de Avintes foi um título nobiliárquico de juro e herdade de Portugal. Foi criado por D. Afonso VI de Portugal por carta de 17 de fevereiro de 1664, na fase final da Guerra da Restauração (1640—1668) em favor de D. Luís de Almeida, que antes tinha sido Governador e Capitão-Geral do Rio de Janeiro no Brasil e último Governador de Tânger em Marrocos.
Mais tarde o bisneto do primeiro conde de Avintes, o 4.º conde, recebeu de  D. José I, por carta de 18 de Outubro de 1753, o título de Marquês de Lavradio.
Anselmo Braamcamp Freire, no Vol. II da sua obra Brasões da Sala de Sintra, dedica o Cap. XVI aos Almeidas, descrevendo ao longo de centena e meia de páginas a linhagem nos séculos XIV-XVI, de que originaram várias ilustres casas e títulos.

## Condes de Avintes (1664)

### Titulares
1. D. Luís de Almeida Portugal (1610—1671), 1.º conde de Avintes.
2. D. António de Almeida Portugal (1640—1715), 2.º conde de Avintes, filho do anterior.
3. D. Luís de Almeida Portugal (1669—1730), 3.º conde de Avintes, filho do anterior.
4. D. António de Almeida Soares Portugal (1699—1760), 4.º conde de Avintes, filho do anterior. Foi feito conde de Lavradio e mais tarde marquês de Lavradio. Foi Vice-Rei do Brasil.

### Armas
As armas dos Condes de Avintes e Marqueses do Lavradio eram as dos Almeidas: De vermelho, com uma dobre-cruz entre seis besantes, tudo de ouro; bordadura do mesmo metal.
Braamcamp Freire, no seu Brasões da Sala de Sintra, refere de forma ligeiramente menos correcta o mesmo ― De vermelho seis besantes de oiro entre uma dobre cruz e bordadura do mesmo ―, mas nota quanto ao timbre:

A respeito do escudo são todos concordes; agora, quanto ao timbre, é que a variedade é grande. No Livro da Tôrre do Tombo fl. 11, e em carta de brasão de 1536 é a águia de negro e besantada de oiro. No Thesouro da nobreza de Fr. Manuel de Santo António, A-28, é igualmente a águia negra, mas só tem nove besantes, três no peito e três em cada asa. Em cartas de brasão de 1532, 1533 e 1538; na Monarchia lusitana, parte III, liv 11.º, cap. 2; na Benedictina lusitana, parte II, pág. 464; e nos Blasones de Portugal, do P. Purificação, fl. 44, declara ser a águia de vermelho e besantada de oiro. [...] A águia de vermelho carregada sòmente de seis beantes sôbre o peito aparece no Thesouro da nobreza de Francisco Coelho, fl. 38. 
Pela razão alegada no artigo dos Pereiras dee-se preferir a descrição do Livro da Tôrre do Tombo.

As armas aparecem no Livro do Armeiro-Mor (fl 55v), no Livro da Nobreza e Perfeiçam das Armas (fl 11r), no Thesouro de Nobreza (fl 24v), etc. Podem também ser vistas na Sala de Sintra. Note-se que estas eram também as armas dos Almeida dos condes de Abrantes (1476), título extinto em 1650.

## Marqueses de Lavradio (1753)

### Titulares
1. D. António de Almeida Soares Portugal (1699—1760), 4.º conde de Avintes, Vice-Rei do Brasil.
2. D. Luís de Almeida Portugal Soares de Alarcão de Eça Melo e Silva Mascarenhas (1729—1790), filho do anterior, 5.º conde de Avintes, 2.º marquês de Lavradio, foi vice-rei do Brasil.
3. D. António Máximo de Almeida Portugal (1756—1833), 3.º marquês de Lavradio e 6.º conde de Avintes, filho do anterior.
4. D. Luís de Almeida Portugal Eça Mascarenhas Silva e Lancastre (1787—1812), 4.º marquês de Lavradio e 7.º conde de Avintes, filho do anterior. Por não ter descendência, foi sucedido nos títulos da casa pelo irmão.
5. D. António de Almeida Portugal Soares Alarcão Melo Castro Ataíde Eça Mascarenhas Silva e Lencastre (1794—1874), 5.º marquês de Lavradio e 8.º conde de Avintes, irmão do anterior. Tendo suas três filhas morrida ainda em vida do pai, herdou a Casa o seu neto D. António Maria Brás da Paixão de Almeida Portugal Corrêa de Sá Soares de Alarcão d'Eça e Mello Castro Ataíde Pereira Mascarenhas Silva e Lancastre, que não se encartou nos títulos do avô, tendo morrido pouco tempo depois deste.
6. D. José Maria do Espírito Santo de Almeida Corrêa de Sá (1874—1945), 6.º marquês de Lavradio e 9.º conde de Avintes, filho do anterior.

Com a queda da Monarquia e a implantação da República Portuguesa em 1910 foram os titulares à data da implantação da República autorizados a manter e usar os seus títulos até à morte; os vários títulos da Casa de Lavradio encontram-se assim extintos desde 1945, embora existam descendentes.

### Armas
As dos condes de Avintes

## Palácio dos Marqueses de Lavradio
Em 1745, D. Tomás de Almeida, irmão do 3.º conde de Avintes e primeiro Patriarca de Lisboa, construiu um palácio em terrenos comprados ao irmão, que tinham pertencido à família desde D. Francisco de Almeida, o primeiro vice-rei da Índia. Depois de concluido o palácio, o Cardeal Patriarca ofereceu-o ao sobrinho, o 4.º conde de Avintes e primeiro marquês de Lavradio.
O Palácio dos Marqueses de Lavradio, ao Campo de Santa Clara em Lisboa, um dos maiores palácios nobres da capital portuguesa, sofreu poucos danos com o Terramoto de 1755 poucos anos mais tarde. Permaneceu nas mãos da familia até que, por ocasião da morte do 5.º Marquês de Lavradio, foi vendido ao Estado em 1875, que nele instalou o Supremo Tribunal Militar, criado esse ano.